# Merle Oberon

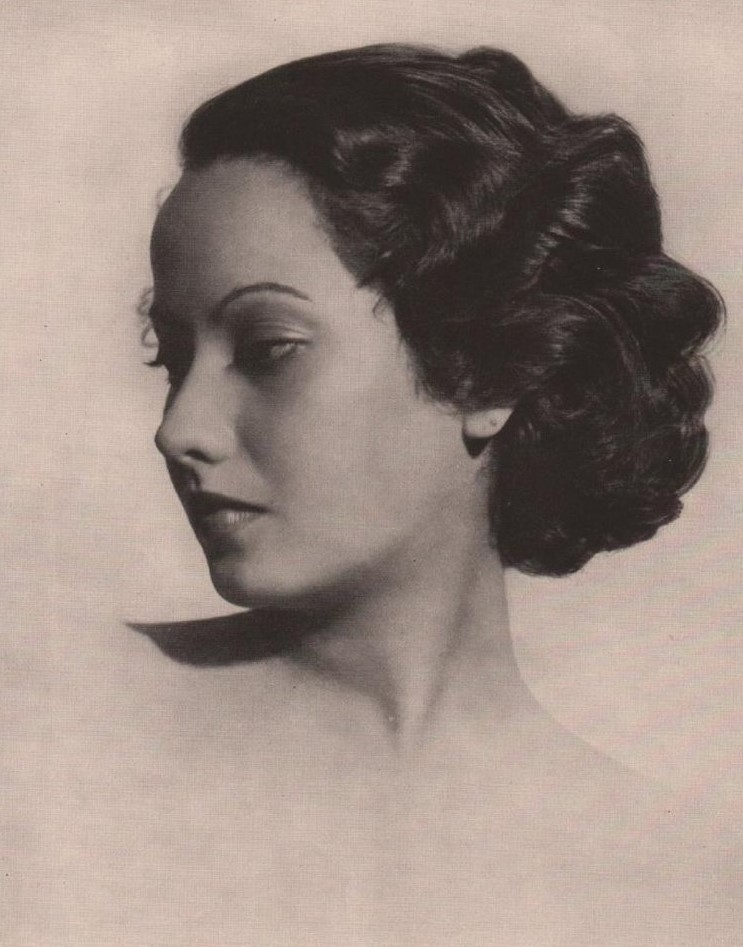
Merle Oberon (1935)

Merle Oberon (eigentlich Estelle Merle O’Brien Thompson; * 19. Februar 1911 in Bombay; † 23. November 1979 in Malibu) war eine anglo-indische Schauspielerin, die ihren Karrierehöhepunkt in den 1930er und 1940er Jahren mit Filmen wie Die scharlachrote Blume, Der Weg im Dunkel und Sturmhöhe erlebte.

## Leben und Karriere
Merle Oberon wurde in Bombay geboren, selbst wenn die Schauspielerin in späteren Jahren behauptete, auf Tasmanien geboren und großgeworden zu sein. Dem Vernehmen nach wuchs Oberon in dem Glauben auf, ihre biologische Großmutter sei ihre Mutter und ihre leibliche Mutter wäre eigentlich ihre ältere Schwester. Sie besuchte das La Martinère College in Kolkata. Im Alter von 17 Jahren kam sie nach London, wo ihre Schauspielkarriere Anfang der 1930er Jahre begann. An der Seite von Charles Laughton gelang ihr als Anna Boleyn in Das Privatleben Heinrichs VIII. der Durchbruch. Sie bekam einen Studiovertrag mit Samuel Goldwyn und ging 1934 in die USA, wo sie eine erfolgreiche Karriere in Hollywood hatte.

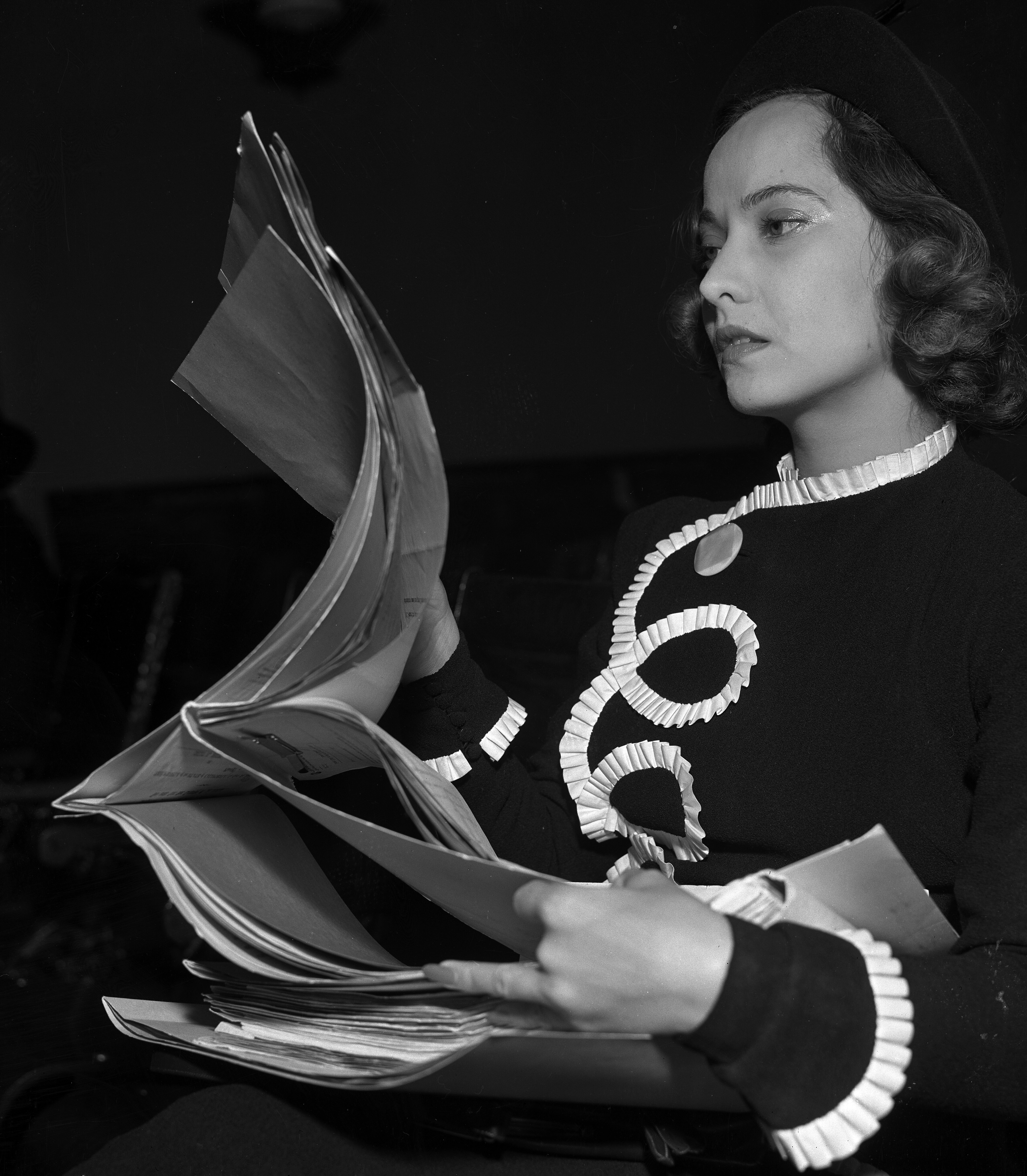
Merle Oberon (1935)

Ihr erster Auftritt in den USA an der Seite von Maurice Chevalier in dem Musikfilm Folies Bergère de Paris war 1935 kein großer Erfolg. Oberon änderte daraufhin ihr Make-up und wurde später im Jahr zum Star durch den Erfolg des Filmes Der Weg im Dunkel, der sie an der Seite von Fredric March zeigte und ihr bei der Oscarverleihung 1936 eine Nominierung als beste Hauptdarstellerin einbrachte. Für ihren Auftritt in Infame Lügen, der Verfilmung des Bühnenstücks Die Kinderstunde von Lillian Hellman an der Seite von Joel McCrea und Miriam Hopkins unter der Regie von William Wyler, erhielt Oberon gute Kritiken. David O. Selznick engagierte sie daraufhin für die Verfilmung von Der Garten Allahs, kündigte jedoch ihren Vertrag, als Marlene Dietrich frei wurde. Oberon bekam gut 60.000 Dollar Entschädigung.
1937 war Oberon als Messalina in der Verfilmung des historischen Romans I, Claudius von Robert Graves neben Charles Laughton als römischer Kaiser Claudius unter der Regie von Josef von Sternberg besetzt. Die Schauspielerin hatte während der Dreharbeiten einen schweren Verkehrsunfall, von dem sie zeit ihres Lebens Narben im Gesicht zurückbehielt. Nach dem Unglück wurden die Dreharbeiten eingestellt. Im Jahr 1939 spielte sie unter der Regie von William Wyler in Sturmhöhe, der Verfilmung von Emily Brontës gleichnamigen Roman, an der Seite von Laurence Olivier und David Niven als Catherine Earnshaw. Wyler und Oberon kamen nicht gut miteinander aus, doch am Ende bot die Schauspielerin eine sehr gute Darstellung. Bis Ende der 1940er Jahre war Oberon eine vielbeschäftigte Schauspielerin und trat in den 1950er Jahren auch in einigen Fernsehserien auf.
Die Schauspielerin war bekannt für ihren ausgezeichneten Geschäftssinn und legte ihre Gagen vorteilhaft an. Sie besaß mehrere Wohnsitze, so auch in Acapulco und an der Riviera. In erster Ehe war sie von 1939 bis 1945 mit dem Regisseur Alexander Korda verheiratet. 1945 heiratete sie den Kameramann Lucien Ballard. Diese Ehe hielt bis ins Jahr 1949. Eine dritte Ehe folgte von 1957 bis 1973. 1975 heiratete sie den 25 Jahre jüngeren Schauspieler Robert Wolders, den sie 1973 bei den Dreharbeiten ihres letzten Films Interval kennengelernt hatte, und lebte die letzten Jahre in luxuriöser Zurückgezogenheit.
Merle Oberon starb im Alter von 68 Jahren und wurde im Forest Lawn Memorial Park bestattet.

## Filmografie
- 1928: Die drei Leidenschaften (The Three Passions) (Statistin)
- 1932: Wedding Rehearsal
- 1932: Men of Tomorrow
- 1933: Das Privatleben Heinrichs VIII. (The Private Life of Henry VIII)
- 1934: The Battle
- 1934: The Broken Melody
- 1934: Das Privatleben des Don Juan (The Private Life of Don Juan)
- 1934: Die scharlachrote Blume (The Scarlet Pimpernel)
- 1935: Folies Bergère de Paris
- 1935: Der Weg im Dunkel (The Dark Angel)
- 1936: Infame Lügen (These Three)
- 1936: Geliebter Rebell (Beloved Enemy)
- 1937: I, Claudius (unvollendet)
- 1938: Besuch zur Nacht (The Divorce of Lady X)
- 1938: Mein Mann, der Cowboy (The Cowboy and the Lady)
- 1939: Die Millionenbraut (Over the Moon)
- 1939: Sturmhöhe (Wuthering Heights)
- 1939: The Lion Has Wings
- 1940: 'Til We Meet Again
- 1941: Ehekomödie (That Uncertain Feeling)
- 1941: Der Herzensbrecher (Affectionately Yours)
- 1941: Ein Frauenherz vergißt nie (Lydia)
- 1943: Auf ewig und drei Tage (Forever and a Day)
- 1943: Stage Door Canteen
- 1943: First Comes Courage
- 1944: Scotland Yard greift ein (The Lodger)
- 1944: Dark Waters
- 1945: Polonaise (A Song to Remember)
- 1945: Die Liebe unseres Lebens (This Love of Ours)
- 1946: Night in Paradise
- 1946: Temptation
- 1947: Night Song
- 1948: Berlin-Express
- 1951: Pardon My French (Alternativtitel: The Lady from Boston)
- 1952: Dans la vie tout s’arrange (Versionenfilm von Pardon My French)
- 1952: 24 Hours of a Woman’s Life
- 1953/1955: The Ford Television Theatre (Fernsehserie, zwei Folgen)
- 1953–1955: Four Star Playhouse (Fernsehserie, drei Folgen)
- 1954: Todo es posible en Granada
- 1954: The Best of Broadway (Fernsehserie, Folge 1x02)
- 1954: Désirée
- 1954: Tief in meinem Herzen (Deep in My Heart)
- 1955: The 20th Century-Fox Hour (Fernsehserie, Folge 1x01)
- 1956: Schonungslos (The Price of Fear)
- 1956–1957: Assignment Foreign Legion (Fernsehserie, sieben Folgen)
- 1957: General Electric Theater (Fernsehserie, Folge 5x31)
- 1963: Ohne Moral (Of Love and Desire)
- 1966: … denn keiner ist ohne Schuld (The Oscar)
- 1967: Das Hotel (Hotel)
- 1973: Interval (Hauptdarstellerin und Produzentin)

## Auszeichnungen
- Oscarverleihung 1936: Nominierung in der Kategorie Beste Hauptdarstellerin für Der Weg im Dunkel